# Planá (district de Tachov)
Pour les articles homonymes, voir Planá.
Planá (en allemand : Plan) est une ville du district de Tachov, dans la région de Plzeň, en République tchèque. Sa population s'élevait à 5 692 habitants en 2024.

## Géographie
Planá se trouve à 11 km au nord-est de Tachov, à 12 km au sud-sud-est de Mariánské Lázně, à 48 km à l'ouest-nord-ouest de Plzeň et à 124 km à l'ouest-sud-ouest de Prague.
La commune est limitée par Chodová Planá au nord, Lestkov, Olbramov et Černošín à l'est, par Bor au sud, et par Kočov, Brod nad Tichou et Chodský Újezd à l'ouest.

## Histoire
La première mention écrite de la localité date de 1251.

## Administration
La commune se compose de dix sections :
- Planá ;
- Křínov ;
- Kříženec ;
- Otín ;
- Pavlovice ;
- Svahy ;
- Týnec ;
- Vížka ;
- Vysoké Sedliště ;
- Zliv.

## Galerie

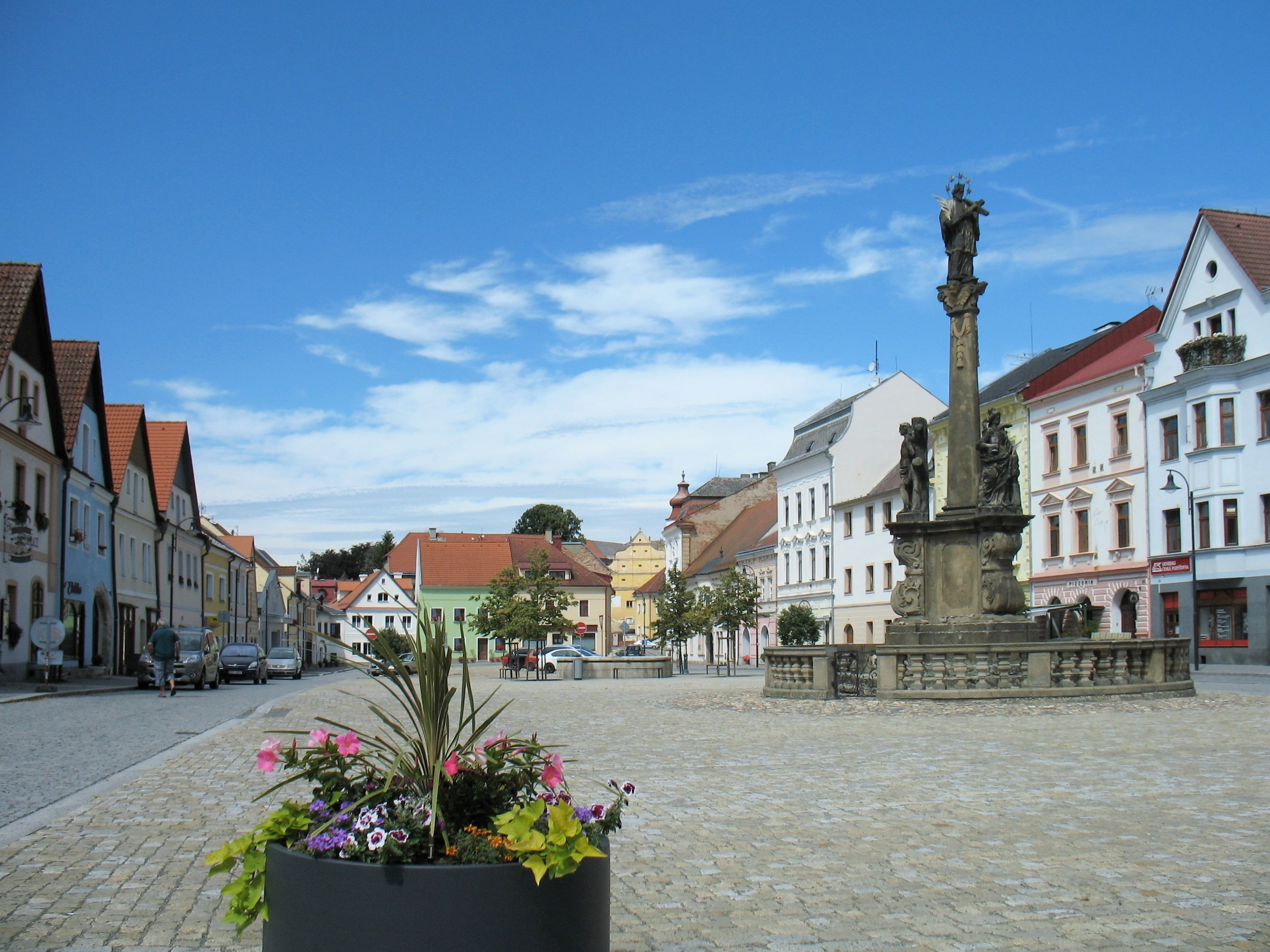
Planá : place de la Liberté.
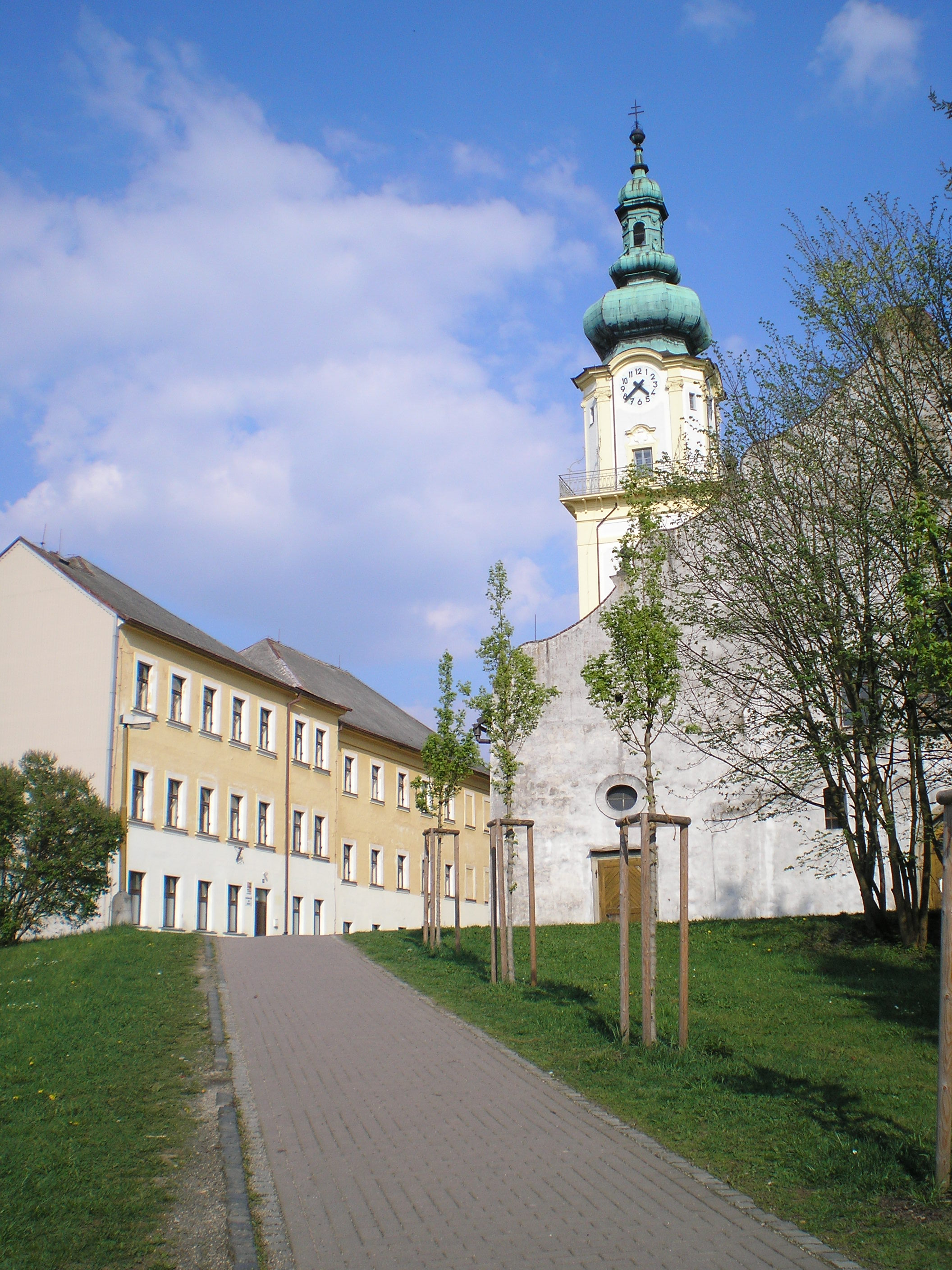
Église de l'Assomption.
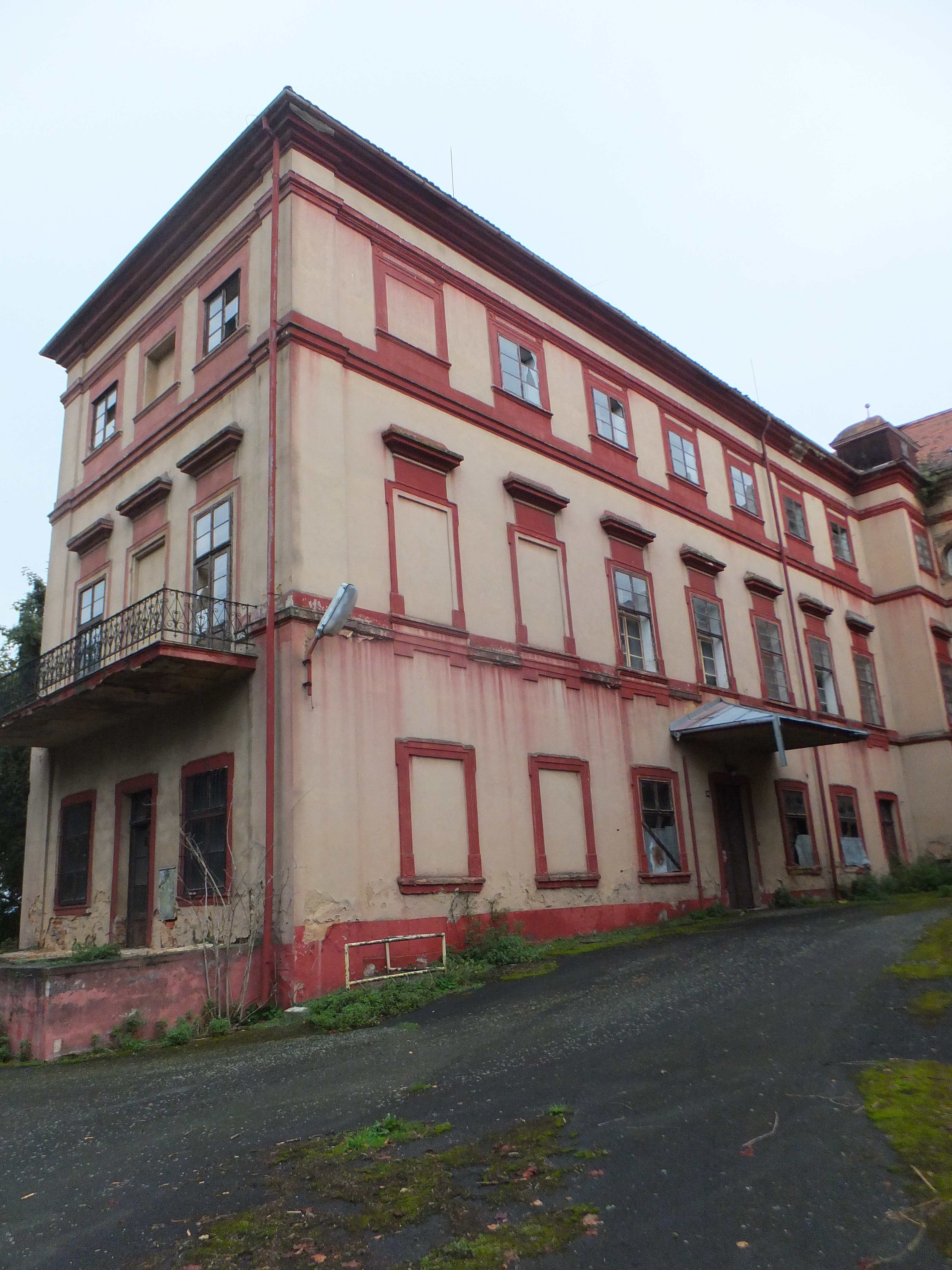
Château de Planá.

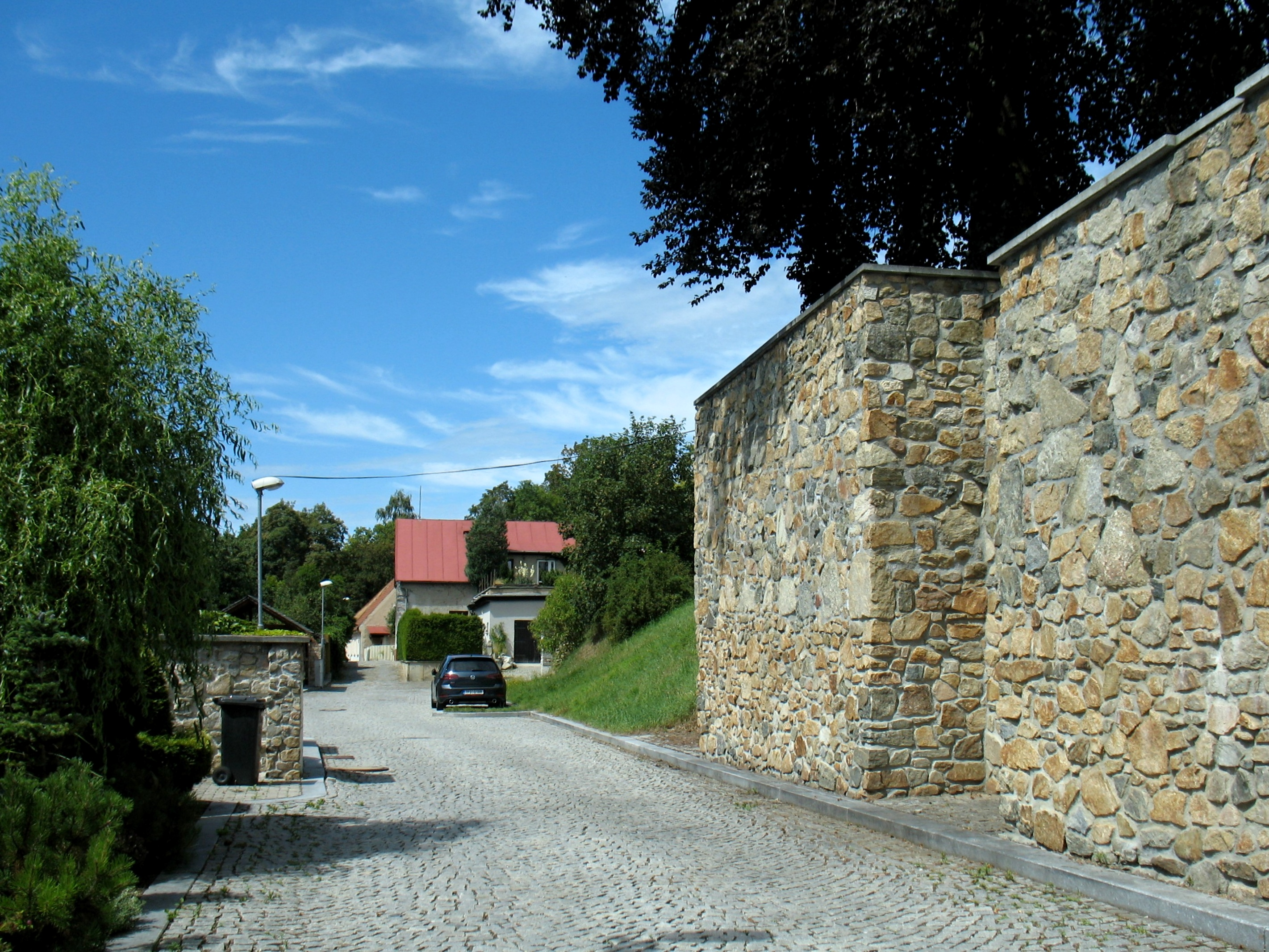
Ancienne muraille.
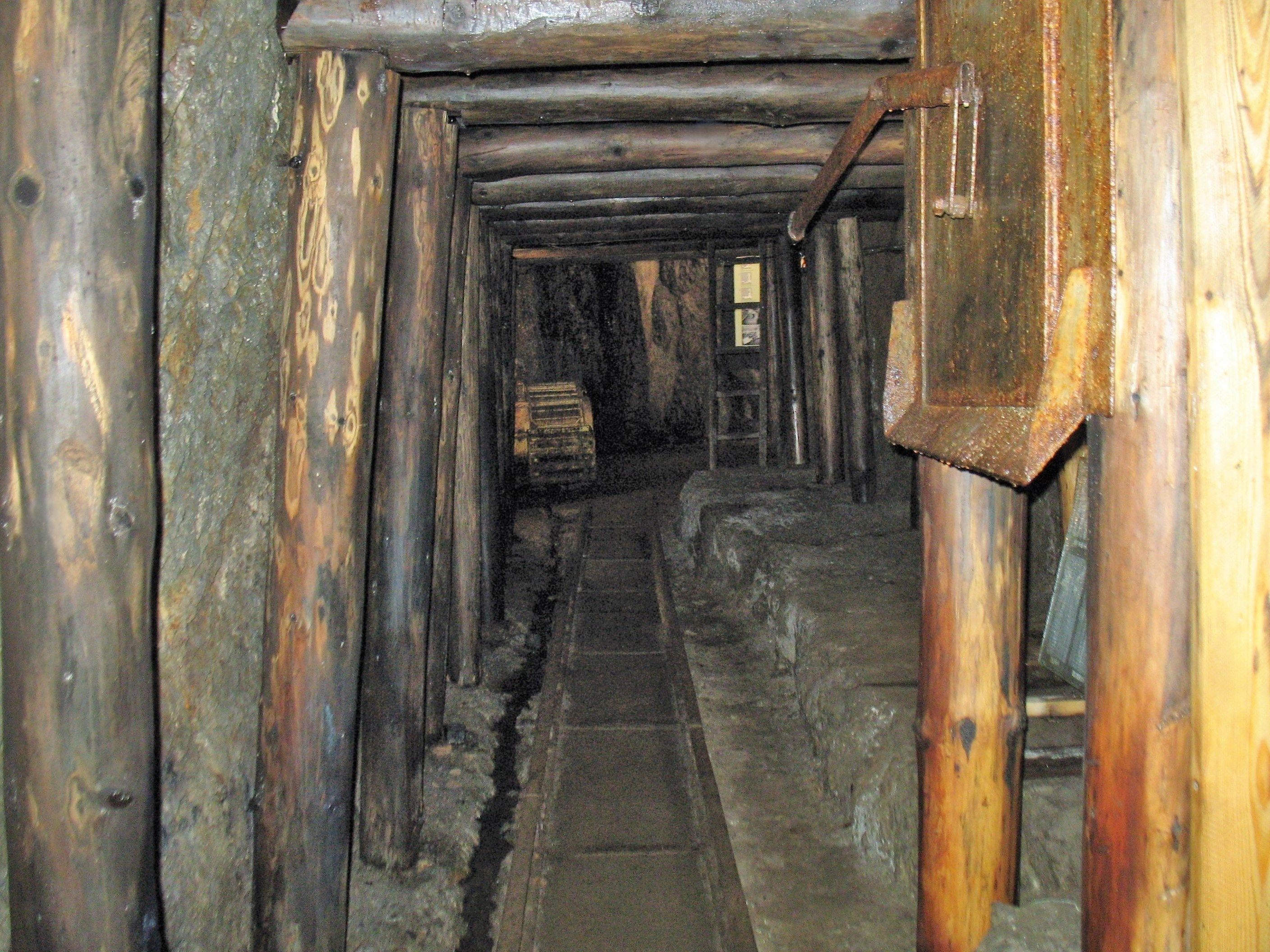
Planá : musée de la mine.

## Transports
Par la route, Planá se trouve à 12 km de Tachov, à 57 km de Plzeň et à 157 km de Prague. 

## Jumelage
- Tirschenreuth (Allemagne)